# Циммерман, Кимберли
Кимберли Циммерман (англ. Kimberley Zimmermann; род. 9 ноября 1995, Веммел, Фламандский регион) — бельгийская профессиональная теннисистка. Победительница трёх турниров WTA и двух турниров WTA 125 в парном разряде; победительница двадцати турниров ITF (2 — в одиночном разряде); четвертьфиналистка турнира Большого шлема в парном разряде (Открытый чемпионат Франции-2022).

## Спортивная карьера
В 2016—2018 годах стала победительницей двух турниров ITF в одиночном разряде.
В 2014—2023 годах стала победительницей ещё восемнадцати турниров ITF в парном разряде.

### 2022—2023
В июле 2022 года в Будапеште (Венгрия) стала финалисткой турнира WTA 250 Открытого чемпионата Венгрии в парном разряде вместе с полячкой Катажиной Питер, где они в финале проиграли грузинкам Оксане Калашниковой и Екатерине Горгодзе со счётом 6-1, 4-6, [6:10].
В середине октября 2023 года стала финалисткой в парном разряде вместе с венгерской тенниской Анной Бондар турнира WTA-125 в Руане (Франция), где она в финале проиграла Майе Ламсден и Жессике Понше со счётом 3-6, 6-7(4-7).

## Итоговое место в рейтинге WTA по годам
| Год  | Одиночный рейтинг | Парный рейтинг |
| 2023 | —                 | 64             |
| 2022 | —                 | 44             |
| 2021 | 530               | 94             |
| 2020 | 469               | 171            |
| 2019 | 401               | 211            |
| 2018 | 248               | 250            |
| 2017 | 313               | 267            |
| 2016 | 450               | 533            |
| 2015 | 722               | 448            |
| 2014 | 782               | 511            |
| 2013 | 876               | 478            |
| 2012 | 960               | 1231           |
| 2011 | —                 | 739            |
| 2010 | —                 | 982            |